# Granice wzrostu (raport Klubu Rzymskiego)
Granice Wzrostu (ang. Limits to Growth) – wydana przez Klub Rzymski w 1972 książka analizująca przyszłość ludzkości wobec wzrostu liczby mieszkańców Ziemi oraz wyczerpujących się zasobów naturalnych. Autorami opracowania są: Donella H. Meadows, Dennis L. Meadows, Jørgen Randers i William W. Behrens III. 
W 1992 roku opublikowano zaktualizowaną wersję prognozy, Beyond the Limits (autorstwa Donelli Meadows, Dennisa Meadows i Jørgena Randersa), a w 2004 roku The Limits to Growth: The 30-Year Update.

## Prognozy
Podstawowym założeniem autorów była obserwacja, że parametry związane ze zużyciem zasobów przez ludzkość charakteryzują się wzrostem wykładniczym, a dostępne zasoby pozostają stałe w związku z czym nieuniknione jest osiągnięcie w krótkim czasie sytuacji, w której dalszy wzrost będzie niemożliwy ze względu na brak zasobów. Jest to rozbudowana wersja statycznej teorii zasobów Malthusa, oparta na większej liczbie parametrów niż żywność.
Twórcy pracy analizowali pięć wskaźników: produkcję przemysłową per capita, populację, żywność per capita, nieodnawialne zasoby naturalne i zanieczyszczenie środowiska. Na podstawie tych parametrów i matematycznego modelu świata o nazwie World3 wygenerowali 3 scenariusze rozwoju gospodarczego (standardowy, stabilny i z pełnym wykorzystaniem technologii) i doszli do wniosku, że:

Jeśli obecne trendy wzrostowe światowej populacji, industrializacji, zanieczyszczenia, produkcji żywności i zużycia zasobów zostaną utrzymane, to w ciągu najbliższych stu lat osiągnięte zostaną granice wzrostu tej planety. Najbardziej prawdopodobnym skutkiem będzie raczej gwałtowny i niekontrolowany spadek zarówno liczebności populacji jak i produkcji przemysłowej.

Dwa z tych scenariuszy (standardowy i z pełnym wykorzystaniem technologii), w granicach poczynionych założeń, wskazują na możliwość załamania wzrostu produkcji przemysłowej, produkcji żywności i ludzkiej populacji w połowie XXI wieku. Późniejsze porównania z rzeczywistym rozwojem tych 5 analizowanych wskaźników pokazują poprawność przywidywań w latach 1970-2000, w szczególności dla modelu standardowego.
Równowaga światowa może według Klubu zostać osiągnięta poprzez ograniczenie wzrostu liczby ludności, zmniejszenie zużycia zasobów nieodnawialnych oraz racjonalne zużywanie surowców odnawialnych. W szczególności autorzy przyjęli, że możliwe jest zbudowanie "modelu zrównoważonego", jeśli zostaną spełnione następujące warunki:
- populacja ma dostęp do stuprocentowo skutecznych metod kontroli urodzin;
- średni pożądany rozmiar rodziny to dwójka dzieci;
- system ekonomiczny utrzymuje średnią produkcję przemysłową per capita na poziomie z 1975 roku; nadmiarowe zdolności produkcyjne są wykorzystywane do wytwarzania dóbr konsumpcyjnych zamiast zwiększania poziomu inwestycji kapitałowych w przemyśle powyżej poziomu deprecjacji (rather than increasing the industrial capital investment rate above the depreciation rate).

Raport zawiera szereg wyliczeń dotyczących aktualnych zasobów rozmaitych surowców naturalnych oraz trzy rodzaje poglądowych wyliczeń czasu ich wyczerpania się – przy założeniu zużycia statycznego (na takim samym poziomie jak w 1970 roku), wykładniczego (utrzymanie trendu wzrostowego) oraz wykładnicze przy założeniu, że zasoby będą pięciokrotnie większe (by uwzględnić złoża odkryte w przyszłości). Nie były to jednak prognozy, a prezentacja efektów wykładniczego wzrostu użycia surowców w porównaniu z modelem statycznym, nawet przy zwielokrotnieniu istniejących złóż.
Na przykład dla ropy naftowej przyjęto następujące wartości:
- aktualne zasoby światowe – {\displaystyle 455*10^{9}} baryłek (1970)
- wyczerpanie zasobu w modelu "statycznym" – 31 lat (2001 rok)
- wyczerpanie zasobu w modelu wykładniczym – 20 lat (1990 rok)
- wyczerpanie zasobu w modelu wykładniczym i zasobem pomnożonym pięciokrotnie – 50 lat (2020 rok)

W odniesieniu do ropy naftowej potwierdzone (P90) zasoby w 2008 roku wynosiły {\displaystyle 1243*10^{9}} baryłek. Przy wielkości produkcji na rok 2008, przy założeniach, że pozostanie ona stała, a nowe złoża nie zostaną odkryte (jak w powyższych najprostszym modelu statycznym), wystarczyłoby na następne 54 lata (2062 rok).
Analogiczne wyliczenia dla złota:
- aktualne zasoby światowe – {\displaystyle 353*10^{6}} uncji jubilerskich (1970)
- wyczerpanie zasobu w modelu "statycznym" – 11 lat (1981 rok)
- wyczerpanie zasobu w modelu wykładniczym – 9 lat (1979 rok)
- wyczerpanie zasobu w modelu wykładniczym i zasobem pomnożonym pięciokrotnie – 29 lat (1999 rok)

W 2009 roku potwierdzono wydobycie {\displaystyle 5,175*10^{9}} uncji jubilerskich złota i ocenia się, że stanowi to około 60% całkowitych zasobów światowych.
Raport prezentuje też wyliczenia bardziej zaawansowanego modelu dla wydobycia i ceny chromu z uwzględnieniem takich czynników jak różna jakość rud, nowe technologie wydobycia, koszty wydobycia, elastyczność popytu i zastępowanie innymi surowcami.
Wyliczenia dla 3 powyższych modeli:
- aktualne zasoby światowe – {\displaystyle 7,75*10^{8}} ton (1970)
- wyczerpanie zasobu w modelu "statycznym" – 420 lat (2390 rok)
- wyczerpanie zasobu w modelu wykładniczym – 95 lat (2065 rok)
- wyczerpanie zasobu w modelu wykładniczym i zasobem pomnożonym pięciokrotnie – 154 lat (2124 rok)

Z wykorzystaniem bardziej zaawansowanego modelu zużycie chromu spada do zera po 125 latach (2095 rok), z ciągle pozostałymi, ale nieopłacalnymi w wydobyciu rezerwami (5% początkowych złóż), w sytuacji kiedy 60% zastosowań jest zaspokojonych przez inne surowce. Przy podwojeniu istniejących złóż, czas opłacalnego wykorzystania chromu zwiększa się zaledwie o 20 lat (2115 rok).
Prognozy dotyczące produkcji żywności były sprzeczne z szacunkami i prognozami przygotowywanymi w późniejszym czasie przez International Food Production Research Institute.
Jednym z parametrów branych pod uwagę w książce przy rozważaniu zanieczyszczeń było stężenie atmosferyczne dwutlenku węgla i prognozowane wartości odpowiadają dość dokładnie krzywej Keelinga.

## Komentarze do raportu
Krytyka założeń raportu opierała się na tych samych argumentach, na podstawie których demonstrowano nieprawdziwość statycznej teorii zasobów – w tym teorią "zasobu ostatecznego", hipotezą konwergencji oraz "modelem boserupiańskim".
Według Grahama T. Turnera model świata w przebiegu typowym (standard run scenario) dość wiernie oddaje historyczne zmiany ostatniego trzydziestolecia. Turner argumentował, że część krytyków błędnie odnosiła się do okresów dostępności surowców według prognozy "wykładniczej", zamiast "wykładniczej z zasobami razy pięć", biorącej pod uwagę nowo odkryte złoża (ale nawet przy takim założeniu prognozy "Granic wzrostu" pozostają niedoszacowane).
Podobny argument podnosił Simmons, który w pracy oceniającej przychylnie zbieżność prognoz "Granic wzrostu" w 30 lat po ich publikacji, przyznał jednak, że "niewątpliwie jest tam trochę elementów katastroficznych, opisujących co się stanie jeśli zalecenia raportu zostaną zignorowane".
Według niektórych późniejszych opinii, modele opublikowane przez "Granice wzrostu" nie były "prognozami" ponieważ publikacja zawiera przypisek, że "rzeczywiste zmiany dostępności tych surowców nie dadzą się opisać żadnym z tych prostych modeli".[niewiarygodne źródło?].
Raport był także cytowany w sposób przesadzony lub zniekształcony przez część organizacji ekologicznych i promujących zrównoważony rozwój:

Niektóre wcześniejsze przybliżone wyniki modelowania komputerowego, takie jak krytykowane wcześniej modele granic wzrostu, sugerowały, że w ciągu następnych 250 lat (czyli około 2195 roku) ludzkość i większość innych form życia przestanie istnieć

Na początku pracy autorzy zastrzegli, że skonstruowany przez nich model jest, "jak każdy model, niedoskonały, nadmiernie uproszczony i niedokończony". Mimo to raport stał się inspiracją dla wielu ruchów politycznych związanych z koncepcjami zrównoważonego rozwoju i ekologizmu.